# Botkyrka fattighus
| Botkyrka fattighus |
| --- |
| Fattighusets länga mot Sankt Botvids väg, 2013. - Betydelse – tidigare fattighus i Botkyrka landskommun (dagens Botkyrka kommun) - Placering – Sankt Botvids väg 28, Norsborg - Historik – 1798–1911 (i nuvarande byggnad); senare som ålderdomshem, därefter som Hammerstagården (sjukhem); sedan 1998 del av Botkyrka friskola |

Botkyrka fattighus (numera Botkyrka friskola) är ett tidigare fattighus vid Sankt Botvids väg 28 i Botkyrka kommun (Stockholms län). Det ligger mittemot Botkyrka kyrka. Nuvarande byggnad uppfördes 1798 och användes som fattighus fram till 1911, därefter som ålderdomshem och sjukhem (Hammerstagården). Sedan 1998 bedriver Botkyrka friskola skolverksamhet i byggnaden. 

## Historik
Det första fattighuset uppfördes i början på 1700-talet på initiativ av Tumba pappersbruk, som ville ta socialt ansvar för sina gamla arbetare. På en karta från 1712 är en liten fattigstuga inritad strax väster om den nuvarande byggnaden, ungefär där Klockargården nu ligger.

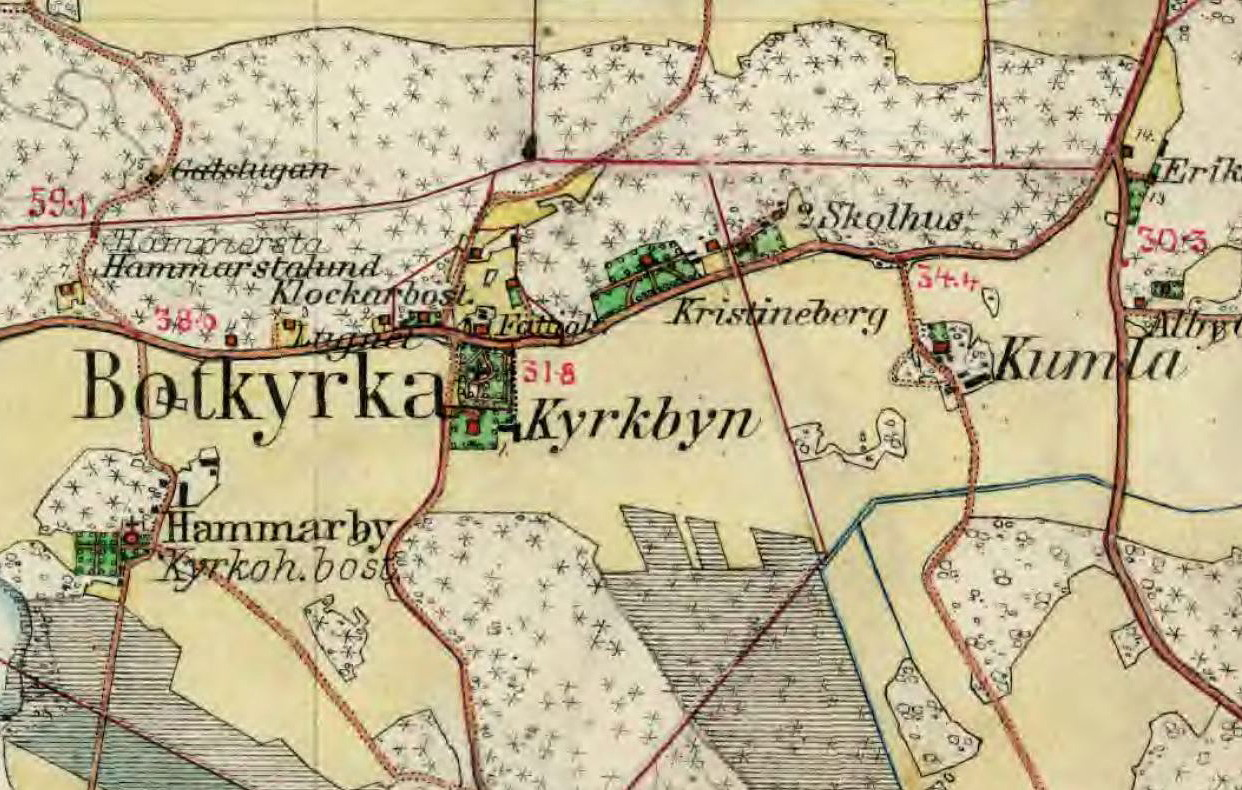
Karta från år 1900 över Borkyrka kyrkby, med fattighuset mittemot kyrkan.

Dagens stora, gulmålade stenhus uppfördes 1798 som ”Församlingens Fattighus” av Riksens Ständers Bank. Villkor var att ett visst antal ”orkeslösa” från Tumba bruk skulle få tas in där. Byggnaden inrymde på nedre botten tre rum och kök för de fattiga och för en sköterska. Övervåningen var avsedd som bostad och mottagningsrum för sockenläkaren. Här bedrevs sjukvård för ”Botkyro och Salems socknars allmoge och fattige hion”, som det står på en minnestavla uppsatt på fasaden mot landvägen (idag Sankt Botvids väg). Tavlan nämner även att byggnaden ”…Besörjdes af en okänd gifwares sällsynta frikostighet” och vidare ”För Gud är han icke okänd.” 
Under 1800-talet var fattighuset del av det sockencentrum som då etablerades kring kyrkan, Klockargården, fattighuset samt dåvarande sockenskolan (kyrkskolan).
Som en påminnelse om fattighusets tid finns fortfarande två fattigbössor med myntinkast i fasaden mot landsvägen. De är infattade av var sin stenplatta med texten: ”Hör den fattiges rop. Tag råd af ditt hierta” och ”Den som gifwer den fattige han lånar Herran”.
Fattighusverksamheten bedrevs fram till 1911. Därefter fanns här ett ålderdomshem och senare ett sjukhem kallat Hammerstagården.

### Byggnaden

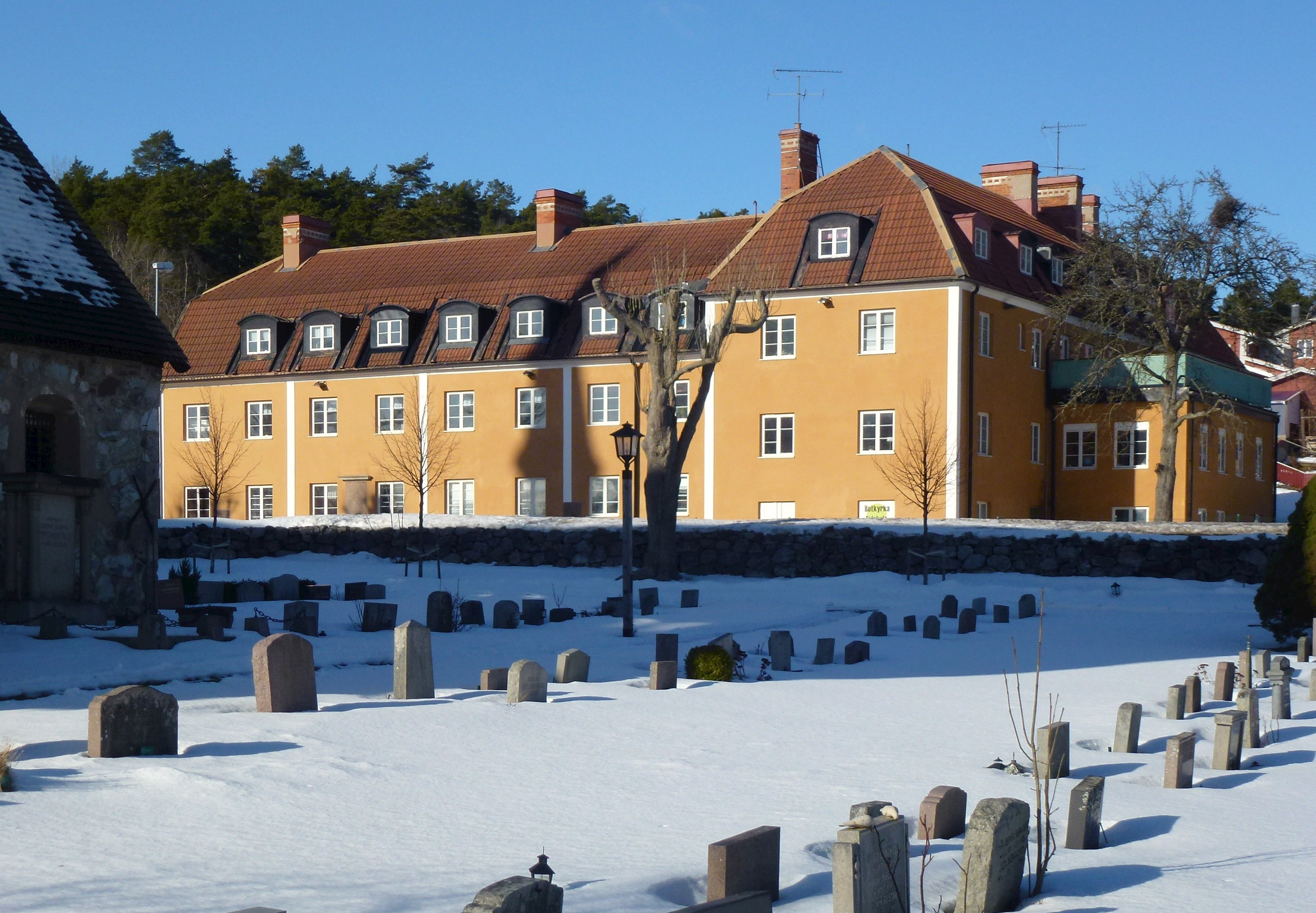
Vy från Botkyrka kyrkas kyrkogård, 2013.

Komplexet består av en vinkelbyggnad. Den ursprungliga längan utgörs av huskroppen längs dagens Sankt Botvids väg, mittemot Botkyrka kyrka. Den är byggd i två våningar med en längd av åtta fönsteraxlar och inredd vind.
År 1904 tillsattes en kommitté för att utreda fattig- och åldringsvårdsfrågan. Det ledde till att det 1911 genomfördes en större ombyggnad av fattighuset samt en nybyggnad med Hammerstagården i vinkel mot norr. Den delen är uppfört i tre våningar med inredd vind. Fasaderna är putsade och avfärgade i varmgul kulör med accenter av vitmålade pilaster och hushörn.
2022 listades byggnaden som del av det gamla sammanhållna sockencentrum som har riksintresse för bevarande inom kulturmiljövården.

### Nuvarande verksamhet
År 1998 flyttade Botkyrka friskola in i byggnaden, som då var känd som Hammerstagården. Botkyrka friskola, grundad 1993, var då kommunens första friskola, och man har undervisning från förskoleklass till årskurs 9. Huvudman för skolan är JS Education AB, JS efter sina grundare Tonny Johansson och Per Svangren med bakgrund i den dåvarande Kvarnhagsskolan i kommunen. Skolan har numera (2023) cirka 400 elever, med ett snitt på ungefär 20 elever per klass.
Till friskoleverksamheten hör även gamla Botkyrka kyrkskola lite längre österut samt idrottshallen ”JS-hallen” och ”Restaurang Tre Källor” i Hallunda.

## Galleri

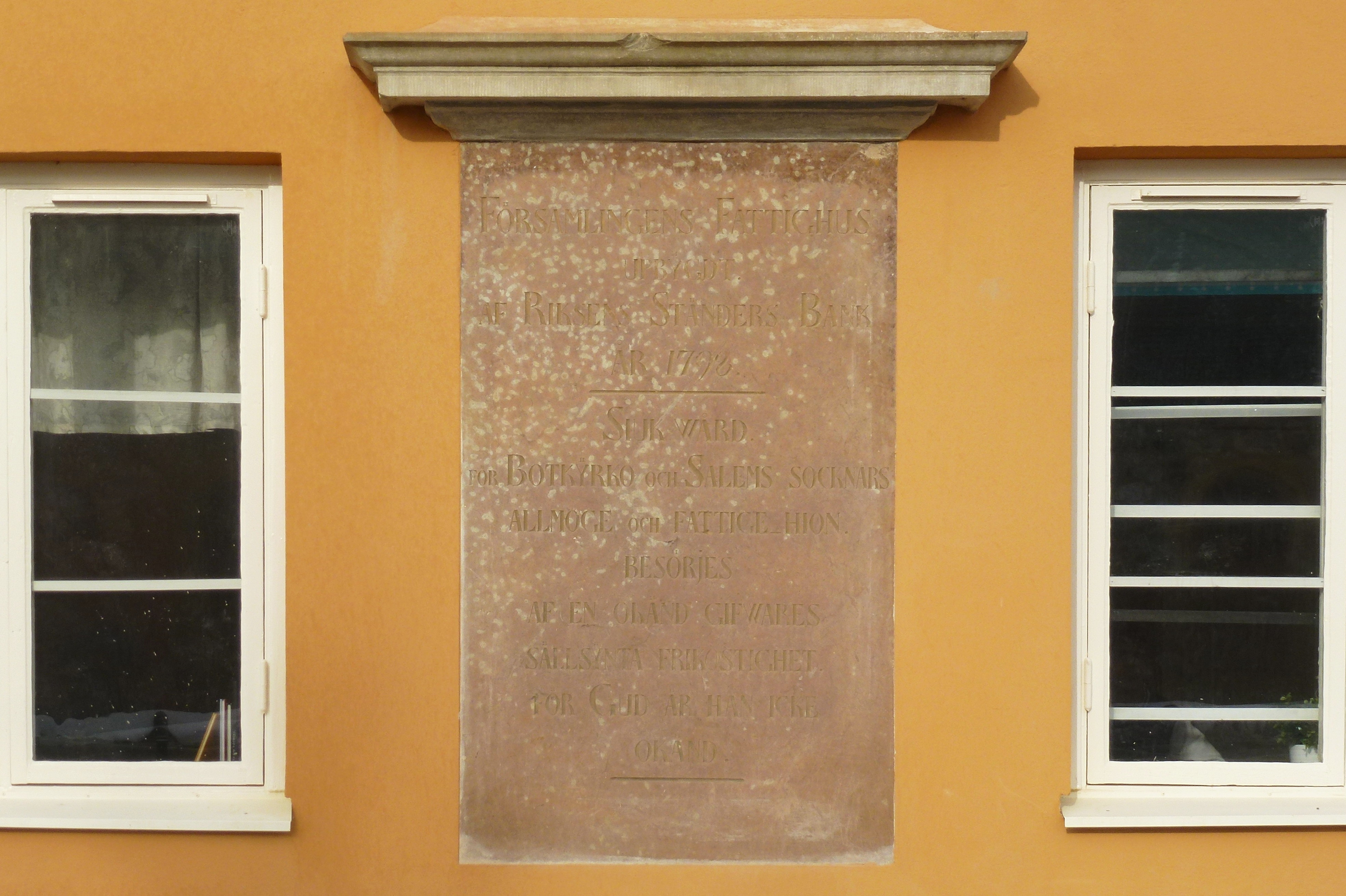
Botkyrka fattighus minnestavla.
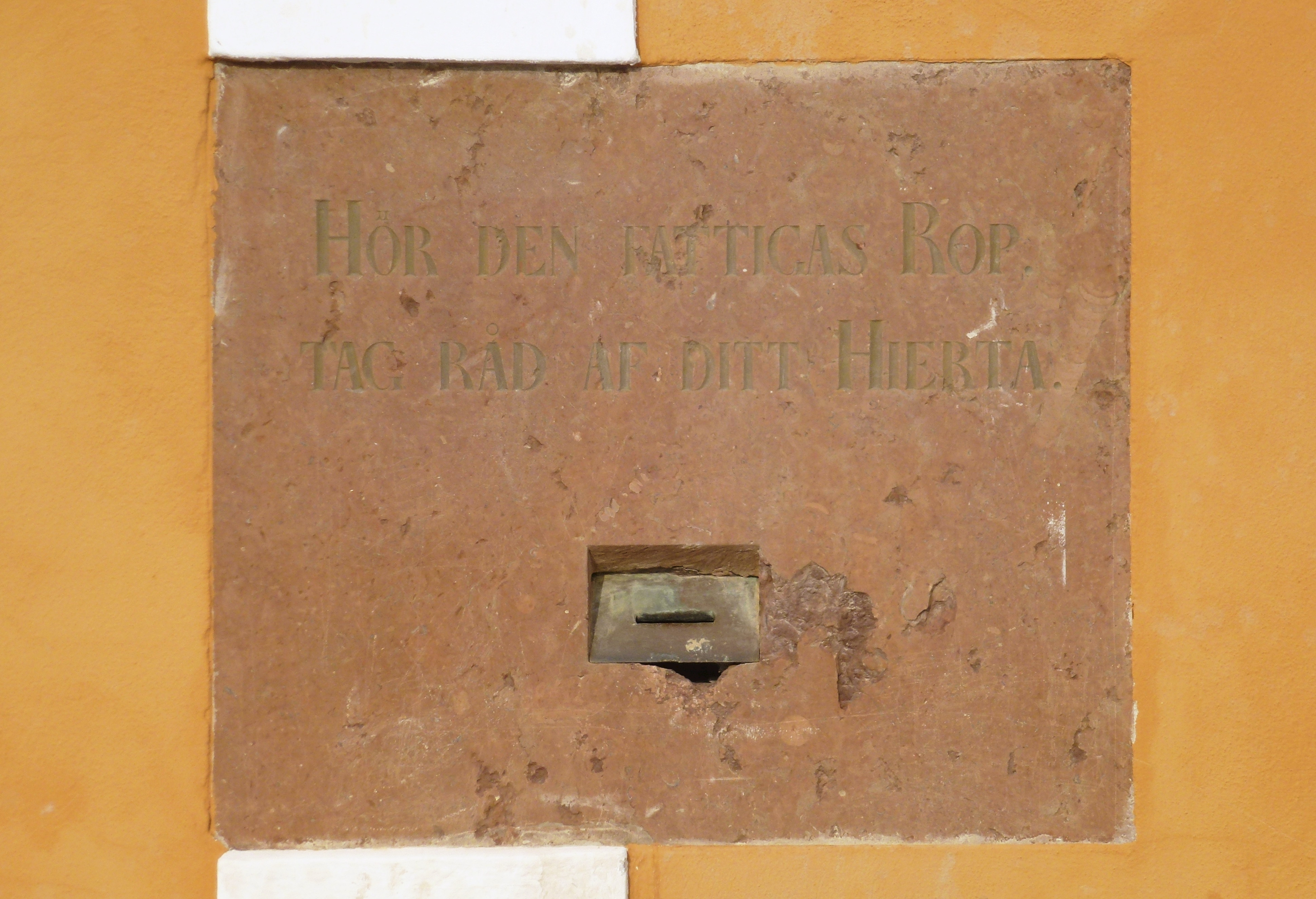
Ena sparbössan.
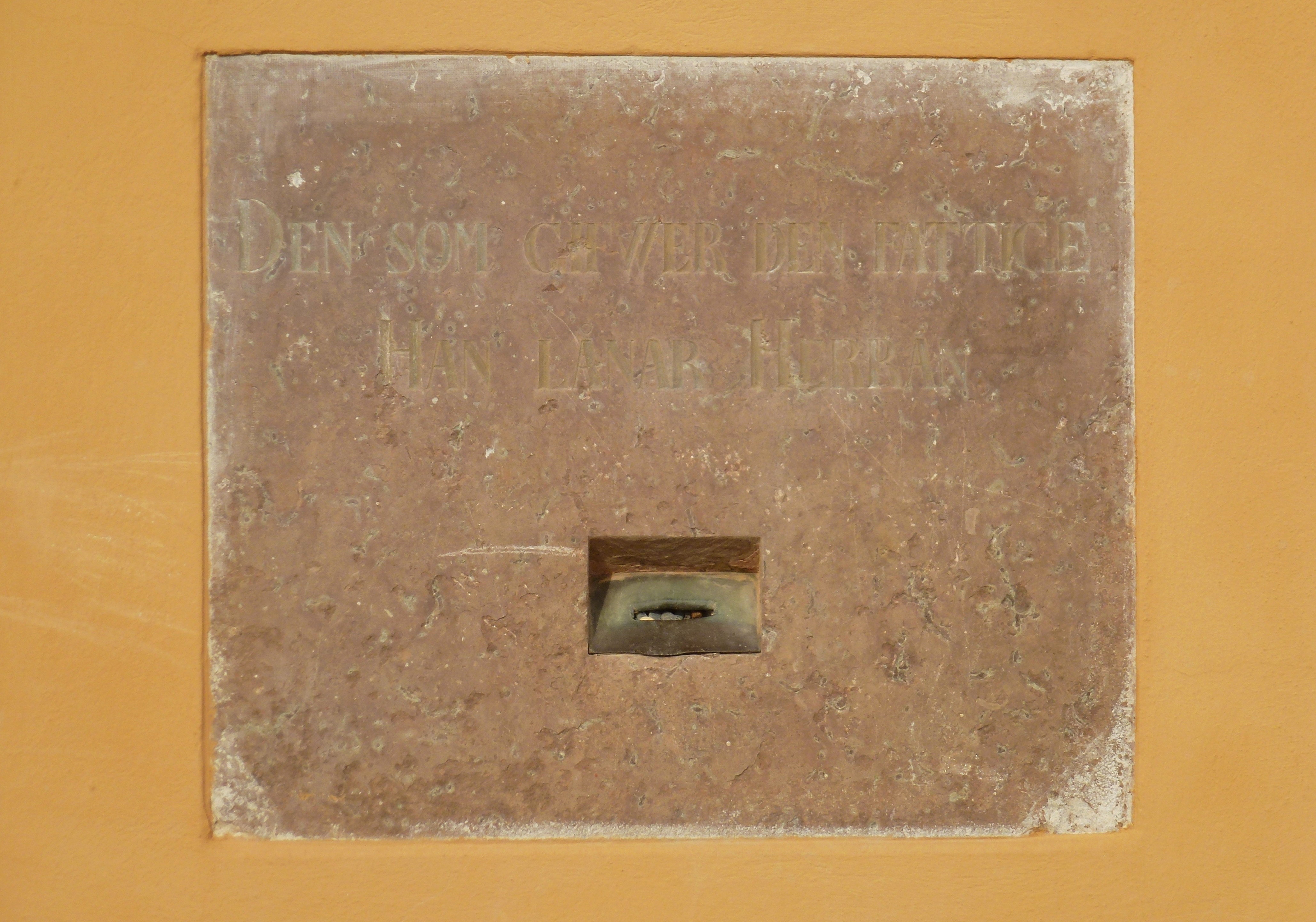
Andra sparbössan.